# HAOK Mladost Zagreb
HAOK Mladost Zagreb ist ein Volleyball-Verein aus Zagreb in Kroatien. Er wurde am 9. Dezember 1946 gegründet und ist der erfolgreichste Verein im ehemaligen Jugoslawien und in Kroatien.

## Erfolge – Männer
- Jugoslawische Volleyballmeisterschaft: 17
  - 1948, 1952, 1962, 1963, 1965, 1966, 1968, 1969, 1970, 1971, 
1977, 1981, 1982, 1983, 1984, 1985, 1986

- Kroatische Volleyballmeisterschaft: 16
  - 1993, 1994, 1995, 1996, 1997, 1998, 1999, 2000, 2001, 2003, 
2003, 2006, 2007, 2008, 2010, 2011

- Kroatischer Volleyballpokal: 17
  - 1993, 1994, 1995, 1996, 1997, 1998, 1999, 2000, 2001, 2002, 
2003, 2004, 2005, 2006, 2008, 2010, 2014

- Indesit European Champions League
  - Zweiter Platz: 3
    - 1964, 1984, 1985

## Erfolge – Frauen
- Jugoslawische Volleyballmeisterschaft: 5
  - 1984, 1987, 1989, 1990, 1991

- Kroatische Volleyballmeisterschaft: 10
  - 1993, 1994, 1995, 1996, 2001, 2002, 2003, 2006, 2007, 2008

- Kroatischer Volleyballpokal: 5
  - 1993, 1994, 1995, 2002, 2004

- Volleyball Champions League: 1
  - 1991
  - Zweiter Platz: 2
    - 1992, 1994